# 鬼平外伝 夜兎の角右衛門
『鬼平外伝 夜兎の角右衛門』（おにへいがいでん ようさぎのかくえもん）とは、2011年に時代劇専門チャンネルで放送された単発のテレビ時代劇。
『鬼平犯科帳』の番外編として時代劇専門チャンネルとスカパー!が共同制作した、CS放送初制作のオリジナル時代劇。2011年1月3日にスカパー!で先行放送、2011年3月21日に時代劇専門チャンネルで放送された。

## あらすじ
夜兎の角右衛門（中村梅雀）は先代、夜兎の角五郎（中村敦夫）から江戸の大盗賊一味を引き継いだ。ある日、大金を拾うも持ち主に返した右腕のない浮浪の女、おこう（荻野目洋子）と出会う。感心した角右衛門は、おこうに鰻の蒲焼きを食べさせる。鰻を生まれて初めて食し、これ以上、生きていて嬉しいことはないと涙ながらに語るおこう。大金を何故とろうとしなかったか尋ねると「人様の上がりで食いつなぐ自分たちの唯一の看板は、拾い物は必ず人様に返すことだ」と答える。その言葉に心を打たれた角右衛門は、おこうが浮浪になったきっかけが自身の一味が７年前に盗みを働いた際、子分におこうが斬られたことだったと知る。一味には三つの掟があった、そのうちの一つは人を殺傷せぬこと。おこうは鰻を食べられた事に満足して自殺してしまう。角右衛門は一の子分（石橋蓮司）におこうを斬った子分を始末させ、一味を解散、自身は妻子に別れを告げ奉行所に名乗り出た。磔獄門を期していた角右衛門だが、奉行の長谷川、同心の鮫島にこれを制される。人足寄場暮らしの中で、自身が課した盗賊看板の虚しさに気付いた角右衛門は、盗賊仲間の情報を鮫島に渡し、江戸の治安に貢献しはじめる。江戸に戻り、杖をつき、別れた妻子を見守る角右衛門に、最期が訪れる。

## キャスト
- 夜兎の角右衛門：中村梅雀
- 夜兎の角五郎：中村敦夫
- 前砂の捨蔵：石橋蓮司
- おこう：荻野目慶子
- おてい：南條瑞江
- 信次：蟹江一平
- 名草の綱六：伊藤洋三郎
- 藤蔵：左とん平
- おしん：渡辺梓
- 飯田：山崎銀之丞
- 清太郎：林家三平
- くちなわの平十郎：本田博太郎
- 鮫島久兵衛：平泉成

## スタッフ
- 監督：井上昭
- 原作：池波正太郎「白浪看板」（角川文庫『にっぽん怪盗伝』所収）
- 脚本：金子成人
- 音楽：遠藤浩二
- 企画：酒井彰
- プロデューサー：宮川朋之／小川英洋／佐生哲雄／足立弘平
- 制作協力：株式会社松竹撮影所
- 制作：時代劇専門チャンネル／松竹株式会社